# Oscar Swahn
Oscar Swahn (20. října 1847 Tanum – 1. května 1927 Stockholm) byl švédský sportovní střelec, který se ve věku 60 let a 263 dnů stal druhým nejstarším olympijským vítězem v individuálním závodě, ve věku 64 let a 257 dnů se stal nejstarším olympijským vítězem vůbec a ve věku 72 let a 279 dnů se stal i nejstarším olympijským medailistou. Jeho syn Alfred Swahn byl rovněž úspěšným sportovním střelcem a olympijským vítězem.

## Letní olympijské hry v Londýně 1908

### Střelba na běžící terč - závod jednotlivců
9. července 1908
| Poř. | Sportovec        | Nástřel |
| ---- | ---------------- | ------- |
| 1.   | Oscar Swahn      | 25      |
| 2.   | Ted Ranken       | 24      |
| 3.   | Alexander Rogers | 24      |

### Střelba na běžící terč na 2 výstřely - závod jednotlivců
9. - 10. července 1908
| Poř. | Sportovec     | Nástřel |
| ---- | ------------- | ------- |
| 1.   | Walter Winans | 46      |
| 2.   | Ted Ranken    | 46      |
| 3.   | Oscar Swahn   | 38      |

### Střelba na běžící terč - závod družstev
10. července 1908
| Poř. | Družstvo       | Nástřel | Členové družstva                                             |
| ---- | -------------- | ------- | ------------------------------------------------------------ |
| 1.   | Švédsko        | 86      | Alfred Swahn, Arvid Knöpel, Oscar Swahn, Ernst Rossel        |
| 2.   | Velká Británie | 85      | Charles Nix, William Lane-Joynt, Walter Ellicott, Ted Ranken |

Závodu se zúčastnily pouze 2 družstva.

## Letní olympijské hry ve Stockholmu 1912

### Střelba na běžící terč - závod jednotlivců
29. června - 1. července 1912
| Poř. | Sportovec        | Nástřel |
| ---- | ---------------- | ------- |
| 1.   | Alfred Swahn     | 41      |
| 2.   | Åke Lundeberg    | 41      |
| 3.   | Nestori Toivonen | 41      |
| ...  | ...              | ...     |
| 5.   | Oscar Swahn      | 39      |

### Střelba na běžící terč na 2 výstřely - závod jednotlivců
3. července 1912
| Poř. | Sportovec        | Nástřel |
| ---- | ---------------- | ------- |
| 1.   | Åke Lundeberg    | 79      |
| 2.   | Edward Benedicks | 74      |
| 3.   | Oscar Swahn      | 72      |

### Trap - závod jednotlivců
2. - 4. července 1912
| Poř. | Sportovec                 | Nástřel |
| ---- | ------------------------- | ------- |
| 1.   | Jim Graham                | 96      |
| 2.   | Alfred Goeldel-Bronikoven | 94      |
| 3.   | Harry Blaus               | 91      |
| ...  | ...                       | ...     |
| 57.  | Oscar Swahn               | 10      |

### Střelba na běžící terč - závod družstev
4. července 1912
| Poř. | Družstvo | Nástřel | Členové družstva                                                       |
| ---- | -------- | ------- | ---------------------------------------------------------------------- |
| 1.   | Švédsko  | 151     | Alfred Swahn, Åke Lundeberg, Oscar Swahn, Per-Olof Arvidsson           |
| 2.   | USA      | 132     | Walter Winans, Bill Leushner, Bill Libbey, Neil McDonnell              |
| 3.   | Finsko   | 123     | Nestori Toivonen, Iivo Väänänen, Axel Fredrik Londen, Ernst Rosenqvist |

## Letní olympijské hry v Antverpách 1920

### Střelba na běžící terč - závod družstev
26. července 1920
| Poř. | Družstvo | Nástřel | Členové družstva                                                                  |
| ---- | -------- | ------- | --------------------------------------------------------------------------------- |
| 1.   | Norsko   | 178     | Harald Natvig, Otto Olsen, Ole Lilloe-Olsen, Einar Liberg, Hans Nordvik           |
| 2.   | Finsko   | 159     | Robert Tikkanen, Nestori Toivonen, Magnus Wegelius, Kalle Lappalainen, Yrjö Kolho |
| 3.   | USA      | 158     | Tom Brown, Larry Nuesslein, Lloyd Spooner, Carl Osburn, Willis Lee                |
| 4.   | Švédsko  | 153     | Alfred Swahn, Per Kinde, Bengt Lagercrantz, Oscar Swahn, Karl Larsson             |

### Střelba na běžící terč na 2 výstřely - závod družstev
26. července 1920
| Poř. | Družstvo | Nástřel | Členové družstva                                                                  |
| ---- | -------- | ------- | --------------------------------------------------------------------------------- |
| 1.   | Norsko   | 343     | Ole Lilloe-Olsen, Thorsten Johansen, Harald Natvig, Einar Liberg, Hans Nordvik    |
| 2.   | Švédsko  | 336     | Fredric Landelius, Alfred Swahn, Oscar Swahn, Bengt Lagercrantz, Edward Benedicks |
| 3.   | Finsko   | 285     | Robert Tikkanen, Magnus Wegelius, Nestori Toivonen, Yrjö Kolho, Vilho Vauhkonen   |

### Střelba na běžící terč - závod jednotlivců
27. července 1920
| Poř. | Sportovec     | Nástřel |
| ---- | ------------- | ------- |
| 1.   | Otto Olsen    | 43      |
| 2.   | Alfred Swahn  | 41      |
| 3.   | Harald Natvig | 41      |
| ...  | ...           | ...     |
| 7.   | Oscar Swahn   | 37      |